# Copididonus maxi
Copididonus maxi är en insektsart som beskrevs av Keti Maria Rocha Zanol och Albino Morimasa Sakakibara 1984. Copididonus maxi ingår i släktet Copididonus och familjen dvärgstritar. Inga underarter finns listade i Catalogue of Life.